# Adam Ludwig Loewenhaupt
Adam Ludwig Loewenhaupt (15 april 1659 – 12 februari 1719) was een Zweeds officier.

## Biografie
Loewenhaupt kreeg zijn opleiding aan de Universiteit van Lund en Uppsala. Oorspronkelijk wilde hij een carrière uitbouwen als diplomaat, maar zag hier later van af. Hierna werd hij soldaat in het leger van de Republiek der Zeven Verenigde Nederlanden. Na deze periode keerde hij terug naar Zweden.

### Grote Noordse Oorlog
Na het uitbreken van de Grote Noordse Oorlog werd hij tot leider van een nieuw regiment van infanterie benoemd. Hij was een van de weinige succesrijke leiders tegen de Russen terwijl Karel XII op campagne was in Polen en het Keurvorstendom Saksen. In 1705 won Loewenhaupt van Boris Sheremetev in de slag bij Gemauerthof en werd hij benoemd tot gouverneur van Riga.
In 1708 werd hij aangesteld om goederen aan te voeren ter ondersteuning van de invasie in Rusland geleid door Karel XII. Hierdoor ontstond de Slag bij Lesnaya waar zijn colonne werd verslagen en hij genoodzaakt was zijn voorraden met voedsel en wapens te vernietigen. Wanneer hij in 1709 bij het leger van Karel XII aansloot met de rest van zijn leger, kreeg Loewenhaupt de opdracht om de infanterie te leiden in de Slag bij Poltava, waar hij genoodzaakt moest vluchten en zich uiteindelijk overgeven in Perevolochna.
In 1719 stierf hij in Moskou in gevangenschap.